# Александрович, Андрей Иванович
Андрей Иванович Александро́вич (бел. Андрэй Іванавіч Александровіч; 22 января 1906, Минск — 6 января 1963, Московская область) — белорусский советский поэт, критик, переводчик, государственный и общественно-политический деятель. Один из организаторов белорусского литературно-художественного объединения «Маладняк». Член-корреспондент Академии наук Белорусской ССР (1936). Член Союза писателей СССР (1934).

## Биография
Родился 22 января 1906 года в рабочей семье в Минске. Осенью того же года умер его отец. Мать вынуждена была перебиваться случайными заработками, чтобы прокормить семью. Старшая сестра — литературовед Алеся (Александра Ивановна) Александрович
Окончил Минский педагогический техникум (1925), Белорусский государственный университет (1930).
В 1923 году явился одним из шести поэтов-организаторов первого в Белорусской ССР литературного объединения «Маладняк». В 1920-х годах проживал в Полоцке. В 1925 году — редактор журнала «Малады араты», работал в редакциях региональных и минских изданий («Наш працаўнік», «Чырвоная Полаччына», «Бальшавік Беларусі», «Заклік»).
С 1928 член белорусского литературного объединения «Маладняк», позже в Белорусской ассоциации пролетарских писателей (БелАПП).
Участвовал в подготовке реформы белорусского правописания 1933 года и работе Политической комиссии для пересмотра русско-белорусского словаря и новых правил правописания белорусского языка. Под его редакцией вышла книга «Пісьменнікі БССР аб рэформе правапісу беларускай мовы» (Минск, 1934).
Директор Института языка Академии наук Белорусской ССР. С 1932 года заместитель председателя оргкомитета, в 1934—1937 годах — заместитель председателя правления Союза писателей БССР. С 1936 года член-корреспондент Академии наук Белорусской ССР. Член ЦИК Белорусской ССР (1931—1937). Являлся делегатом VIII чрезвычайного Съезда Советов СССР (1936), членом Редакционного комитета Конституции СССР, кандидатом в члены ЦК КП(б)Б (1936—1938).
В июне 1937 года исключен из правления Союза писателей. 2 июля 1938 года арестован, осуждён на 15 лет лагерей. В 1938—1947 годах отбывал наказание на строительстве Норильского металлургического комбината. В 1947 году был досрочно освобождён. С 1947 года — литработник многотиражки Минского тракторного завода. В 1948 году ему было запрещено работать в средствах массовой информации. С 1948 года — бригадир «Белтракторостроя».
26 февраля 1949 года вновь арестован и выслан в Красноярский край. Реабилитирован в 1955 году. Проживал в Минске. Умер в санатории в Подмосковье. Похоронен в Минске на Восточном кладбище.

## Творчество
Первые публикации датированы 1921 годом: в газете «Савецкая Беларусь» и журнале «Полымя». В 1924 издал первый сборник стихов «Комсомольская нота» (совместно с А. Вольным). Основная тематика произведений — строительство социализма, классовая борьба в деревне в период коллективизации, подвиг народа в годы Великой Отечественной войны, борьба за мир.

### Поэтические книги
- Сборник стихотворений бел. «Камсамольская нота» (вместе с А. Вольным; «Комсомольская нота») (1924)
- Сборник стихотворений бел. «Па беларускім бруку» («По белорусской мостовой») (1925)
- Сборник стихотворений бел. «Прозалаць» («Прозолоть») (1926)
- Сборник стихотворений бел. «Угрунь» («Стремглав») (1927)
- Сборник стихотворений бел. «Фабрыка смерці» («Фабрика смерти») (1929)
- Поэма бел. «Цені на сонцы» («Тени на солнце») (1930)
- Поэма бел. «Паэма імя Вызвалення» («Поэма имени Освобождения») (1930)
- Сборник стихотворений бел. «Устаноўка» («Установка») (1930)
- Сборник стихотворений бел. «Гудкі» («Гудки») (1930)
- Сборник стихотворений и поэм бел. «Вершы і паэмы» («Стихотворения и поэмы») (1931)
- Сборник стихотворений и поэма бел. «Нараджэнне чалавека» («Рождение человека») (1931)
- Поэма бел. «Напор» («Напор») (1933)
- Сборник стихотворений бел. «Узброеныя песні» («Вооружённые песни») (1936)
- Сборник стихотворений бел. «Вершы» («Стихотворения») (1970)
- Сборник стихотворений бел. «Галубінае крыло» («Голубиное крыло») (1976)
- Избранное бел. «Выбраныя творы» («Избранные произведения») (1934)
- Избранное бел. «Выбранае» («Избранное») (1958)
- Избранное бел. «Збор твораў» у 2 тамах («Собрание сочинений» в 2 томах) (1981)

### Книги прозы
- Роман бел. «Ваўчаняты» (соавторы А. Дудар, А. Вольный; «Волчата») (1925)
- Сборник рассказов бел. «Сутарэнне» («Подземелье») (1925)

### Книги для детей
- бел. «Рыбак» («Рыбак») (1928)
- бел. «Горад раніцой» («Город утром») (1930)
- бел. «Калыханка» («Колыбельная») (1930)
- бел. «Хлопчык і певень» («Мальчик и петух») (1930)
- бел. «Як дзеці памагалі будаваць самалёт» («Как дети помогали строить самолёт») (1931)
- бел. «Шчаслівая дарога» («Счастливая дорога») (1935)
- бел. «Казка пра пана Жываглота» («Сказка о пане Живоглоте») (1935)
- бел. «Падарунак дзеткам-малалеткам» («Подарк деткам-малолеткам») (1936, 1973)

### Переводы
Переводил на белорусский язык с русского, украинского, литовского языков. Автор перевода на белорусский язык «Интернационала», поэмы А. С. Пушкина «Руслан и Людмила», отдельных произведений Д. Бедного, М. Исаковского, А. Суркова, поэмы С. Маршака «Пожар» и других.

## Фильмография
- 1931 — Поэма имени освобождения (реж.  Юрий Тарич)